# Triplaris peruviana
Triplaris peruviana là một loài thực vật có hoa trong họ Rau răm. Loài này được Fisch. & Meyer ex C.A. Meyer miêu tả khoa học đầu tiên năm 1845.